# Pheng Xat Lao
"Pheng Xat Lao" es el himno nacional de Laos. Fue compuesto por el Dr. Thongdy Sounthonevichit (1905-1968) en 1941 y adoptado como himno en 1947. La letra original fue sustituida cuando se estableció la República Democrática Popular de Laos en 1975.

## Letra

### Lao
ຊາດລາວຕັ້ງແຕ່ໃດມາ ລາວທຸກຖ້ວນຫນ້າເຊີດຊູສຸດໃຈ

ຮ່ວມແຮງຮ່ວມຈິດຮ່ວມໃຈ ສາມັກຄີກັນເປັນກຳລັງດຽວ

ເດັດດ່ຽວພ້ອມກັນກ້າວຫນ້າ ບູຊາຊູກຽດຂອງລາວ

ສົ່ງເສີມໃຊ້ສິດເປັນເຈົ້າ ລາວທຸກຊົນເຜົ່າສະເໝີພາບກັນ

ບໍ່ໃຫ້ຝູງຈັກກະພັດ ແລະພວກຂາຍຊາດເຂົ້າມາລົບກວນ

ລາວທັງມວນຊູເອກະລາດ ອິດສະລະພາບຂອງຊາດລາວໄວ້

ຕັດສິນໃຈສູ້ຊິງເອົາໄຊ ພາຊາດກ້າວໄປສູ່ຄວາມວັດທະນາ

### Transliteración
Xat Lao Tang Tae Day Ma, Lao Thook Thuan Na Xeut Xoo Soot Chay,

Huam Haeng Huam Chit Huam Chay, Samakkhi Kan Pen Kamlang Diao.

Det Diao Phom Kan Kao Na, Boo Xa Xu Kiat Khong Lao,

Song Seum Xay Sit Pen Chao, Lao Thook Xon Phao Sameu Pab Kan.

Bo Hay Fung Chackkaphat, Lae Phuak Khay Xat Khao Ma Lob Kuan,

Lao Thang Muan Xoo Ekkalat, Itsalaphab Khong Xat Lao Vai,

Tatsin Chay Soo Xing Ao Xay, Pa Xat Kao Pay Soo Khuam Vatthana.

### Español
¿Desde cuándo existe el pueblo lao? Está lleno de orgullo y alegría.

Unir fuerzas, unir mentes, Unámonos como una sola fuerza.

Sigamos adelante juntos,

Respeta el honor del pueblo lao

Promover el ejercicio de los derechos.

En Laos, todos los grupos étnicos son iguales.

No dejes que los imperialistas y los traidores vienen a perturbar.

Laos apoya la independencia.

Y la libertad del pueblo lao.

Decidir luchar por la victoria

Liderando la nación hacia la prosperidad. 

- Datos: Q623034
- Multimedia: National anthems of Laos / Q623034